# Michel Kistler
Pour les articles homonymes, voir Kistler.
Michel Kistler, né le 16 juin 1897 à Herrlisheim (Bas-Rhin, alors en Alsace-Lorraine) et mort le 5 mai 1976 à Strasbourg, est un homme politique français.

## Détail des fonctions et des mandats
Mandat parlementaire
- 26 avril 1959 - 22 septembre 1968 : sénateur du Bas-Rhin

Mandats locaux
- 1946 - mars 1971 : maire de Herrlisheim
- 1951 - 1964 : conseiller général du canton de Bischwiller